# Wsiewołod Blinkow
Wsiewołod Konstantinowicz Blinkow, ros. Всеволод Константинович Блинков (ur. 10 grudnia 1918 w Nowonikołajewsku, Rosyjska Republika Radziecka, zm. 30 września 1987 w Moskwie, Rosyjska FSRR) – rosyjski piłkarz grający na pozycji pomocnika oraz hokeista, trener piłkarski.

## Kariera piłkarska

### Kariera klubowa
Wychowanek Technikum Kultury Fizycznej w Nowosybirsku. W 1936 rozpoczął karierę piłkarską w miejscowym klubie Dinamo Nowosybirsk. W 1940 został piłkarzem Dynama Moskwa, w którym występował do zakończenia kariery piłkarskiej w 1953. Uczestnik słynnego tournée piłkarskiego po Wielkiej Brytanii. Kapitan drużyny w 1945 i 1952.

## Kariera trenerska
Po zakończeniu kariery piłkarskiej rozpoczął pracę trenerską. Ukończył w 1952 roku Szkole Trenerską w GCOLIFK Moskwa. Od października 1953 do 1964 pomagał trenować Dinamo Moskwa, a w 1961 nawet prowadził moskiewski klub. W latach 1965–1974 z przerwami prowadził kluby Torpedo Kutaisi, Krylja Sowietow Kujbyszew oraz Zoria Woroszyłowhrad. W latach 1977–1978 pracował na stanowisku dyrektora zespołu Dinamo Moskwa. W latach 1979–1984 trener piłki nożnej i hokeja Rady Miejskiej Towarzystwa Sportowego "Dinamo" w Moskwie. Od 1985 dyrektor Szkoły Sportowej w hokeju na lodzie Dinamo Moskwa. 30 września 1987 roku zmarł w Moskwie. Pochowany na Cmentarzu Wagańkowskim w Moskwie.

## Kariera hokeisty
Oprócz piłki nożnej Blinkow uprawiał hokej na lodzie oraz bandy. Znakomicie grał na pozycji atakującego, był wielokrotnym mistrzem kraju oraz Moskwy w tych dyscyplinach, powoływany do reprezentacji ZSRR.

## Sukcesy i odznaczenia

### Sukcesy klubowe
- mistrz ZSRR: 1940, 1945, 1949
- wicemistrz ZSRR: 1946, 1947, 1948, 1950
- brązowy medalista Mistrzostw ZSRR: 1952
- finalista Pucharu ZSRR: 1945, 1949, 1950
- mistrz ZSRR w bandy: 1951, 1952
- wicemistrz ZSRR w bandy: 1954
- zdobywca Pucharu ZSRR w bandy: 1941, 1947, 1949, 1950, 1951, 1952, 1953, 1954
- mistrz ZSRR w hokeju na lodzie: 1947

### Sukcesy indywidualne
- wybrany do listy 33 najlepszych piłkarzy w ZSRR: Nr 1 (1948)
- król strzelców mistrzostw ZSRR w bandy: 1951 (11 goli), 1952 (11 goli)

### Odznaczenia
- tytuł Mistrza Sportu ZSRR
- tytuł Zasłużonego Mistrza Sportu ZSRR: 1945
- tytuł Zasłużonego Trenera Rosyjskiej FSRR: 1963